# Specula (chi ốc biển)
Specula là một chi ốc biển cỡ nhỏ, là động vật thân mềm chân bụng sống ở biển trong họ Cerithiopsidae.

## Các loài
Các loài thuộc chi Specula bao gồm:
- Specula dissimilis (Suter, 1908)
- Specula marginata (Suter, 1908)
- Specula odhneri (Powell, 1927)
- Specula queenslandica
- Specula retifera (Suter, 1908)
- Specula styliformis (Suter, 1908)
- Specula turbonilloides